# Drnholec nad Lubinou
Drnholec nad Lubinou, bis 2014 Drnholec (deutsch Drholetz) ist eine Grundsiedlungseinheit der Stadt Kopřivnice in Tschechien. Sie liegt drei Kilometer nordöstlich von Kopřivnice und gehört zum Okres Nový Jičín.

## Geographie
Drnholec nad Lubinou erstreckt sich linksseitig der Lubina am Fuße der Štramberská vrchovina (Stramberger Bergland). Durch den Ort fließt die Mlýnská struha (Mühlgraben). Im Osten erhebt sich die Větřkovická hůrka (447 m n.m.), südöstlich die Velová (390 m n.m.), der Kabuďův vrch (370 m n.m.) und der Kazničov (601 m n.m.). Westlich verläuft die Staatsstraße I/58 zwischen Frenštát pod Radhoštěm und Příbor, von der dort die Staatsstraßen II/480 nach Kopřivnice und II/464 nach Příbor abzweigen.
Nachbarorte sind Haškovec im Norden, Větřkovice im Osten, Mniší und Vlčovice im Südosten, Sýkorec im Süden, Luhy im Südwesten, Paseky, Závišice und Na Koutech im Westen sowie Příbor und Benátky im Nordwesten.

## Geschichte
Das Waldhufendorf wurde wahrscheinlich zum Ende des 13. Jahrhunderts während des Landesausbaus unter dem Olmützer Bischof Bruno von Schauenburg durch Velehrader Zisterziensermönche gegründet. Drnholec war anfänglich Teil des großen Dorfes Theodorici villa, das später in drei Dörfer aufgeteilt wurde, die bis zu den Hussitenkriegen im Besitz der Abtei Velehrad verblieben. Danach wurde das Dorf der nahe gelegenen Burg Hukenwald untertänig, auf der die Bewohner zu Roboten verpflichtet waren. Die Aufsicht im Dorf führte ein von der Grundherrschaft eingesetzter Vogt, der zur Errichtung von Mahl- und Sägemühlen und Schenken sowie zur Ansiedlung der im Dorf benötigten Handwerke berechtigt war. Die im herrschaftlichen Archiv befindlichen alten Urkunden gingen 1762 beim Brand der Burg Hukenwald verloren.
Die erste urkundliche Erwähnung von Drnholec erfolgte 1437 als der Pfandherr, König Sigismund die Herrschaften Schauenstein und Hukenwald vereinigte und die Burg Schauenstein aufgab. Im Jahr darauf überließ König Sigismund die vereinigte Herrschaft Hukenwald an Johann Czazek von Saan. 1511 erwarb das Bistum Olmütz die Herrschaft zurück. In der ersten Hälfte des 16. Jahrhunderts ließ das Bistum entlang der Oder und ihren Nebenflüssen ein ausgedehntes Teichsystem anlegen; bei Drnholec entstanden dabei elf Teiche, die durch Gräben aus der Lubina gespeist wurden. Im Jahre 1559 wurde das Dorf als Drahole bezeichnet. Als Bischof Wilhelm Prusinovský von Víckov 1567 in Hukenwald ein herrschaftliches Brauhaus anlegen ließ, ordnete er für Drnholetz und neun weitere Dörfer die Abnahme von Freiberger Bier an. Nach weiteren Verpfändungen wurde die Herrschaft Hukenwald 1581 durch Bischof Stanislaus Pavlovský von Pavlovitz wieder eingelöst und verblieb danach immer im Besitz des Bistums Olmütz. Zu Beginn des 17. Jahrhunderts ließ die Herrschaft einen Eisenhammer errichten, zu dessen Antrieb das Wasser aus den Dürnholzer Teichen genutzt wurde; das Hammerwerk wurde später zu einer Walkmühle umgebaut. Zur selben Zeit begann auch die Nutzung der Wasserkraft des Teichgrabens zum Antrieb von Mühlen. Nachdem es 1643 in der Herrschaft zu einem ersten Bauernaufstand gekommen war, verschlechterten sich nach dem Dreißigjährigen Krieg die Lebensbedingungen zunehmend. 1673 und 1675 kam es zu erneuten Bauernrebellionen; die am 26. Juni 1695 ausgebrochene Revolte weitete sich schließlich zum größten Bauernaufstand in der mährischen Geschichte aus. Seit dem 18. Jahrhundert war das Vogtsamt erblich. Zu den Vögten von Dirnholz gehörte Jura Šustala, dessen Sohn Tomáš 1775 die Vogtei in Nesselsdorf kaufte und Vater des Unternehmers Ignaz Schustala war. Die letzte Bauernrebellion erfolgte am 30. Juni 1775, unter den Rädelsführern waren auch zwei Bewohner aus dem Nachbarort Větřkovice. Der deutsche Ortsname Drnholz bzw. Drholz ist seit der zweiten Hälfte des 16. Jahrhunderts nachweislich, ab 1676 wurde das Dorf als Dirnholz und ab 1798 als Dürnholz bezeichnet. Die tschechischsprachige Bevölkerung nannte die Ortschaft seit eh und jeh volkstümlich Drholec.
Im Jahre 1835 bestand das im Prerauer Kreis an der von Neuhübel über Freiberg nach Weltschowitz führenden Handelsstraße gelegene Dorf Drholetz aus 36 Häusern, in denen 219 Personen lebten. Haupterwerbsquelle bildete die Landwirtschaft, insbesondere die Viehzucht; der Ackerbau war wenig ertragreich. Im Ort gab es eine ansehnliche Erbrichterei, zwei Mühlen und eine Tuchwalke. Von den zahlreichen Teichen waren noch vier vorhanden: der Kamený, der Lipowý, der Kahanek und der Powischka, die sich sämtlich zwischen Drholetz und Sikoretz befanden. Pfarrort war Freiberg. Der Sitz des Oberamtes befand sich in Hochwald. 1836 ließ der Nesselsdorfer Unternehmer Jan Raška eine der Mahlmühlen zu einer weiteren Walkmühle umbauen. Bis zur Mitte des 19. Jahrhunderts blieb Drholetz der fürsterzbischöflichen Lehnsherrschaft Hochwald untertänig.
Nach der Aufhebung der Patrimonialherrschaften bildete Drholec / Drholetz ab 1849 mit dem Ortsteil Sikořec / Sikoretz eine Gemeinde im Gerichtsbezirk Freiberg. Mit dem Beginn der Industrialisierung verdiente sich in der zweiten Hälfte des 19. Jahrhunderts ein Teil der Einwohner seinen Lebensunterhalt durch Lohnarbeit bei der Nesselsdorfer Wagenbau-Fabriks-Gesellschaft oder in den Fabriken in Freiberg. In dieser Zeit erfolgte der Umbau der alten Tuchwalke zu einer Spinnerei, später wurde darin eine Knopffabrik eingerichtet. Auch die andere Walkmühle wurde zunächst zu einer mechanischen Spinnerei umgebaut, ab 1874 produzierte darin die Bugholzmöbelfabrik Schlosser & Hückel.
Ab 1869 gehörte Drholec / Drholetz  zum Bezirk Neutitschein. Im Jahre 1880 lebten in den 50 Häusern von Drholec 325 Personen, davon 310 Tschechen und 15 Deutsche. 1890 hatte das Dorf 366 Einwohner. Zwischen 1881 und 1882 errichtete die Stauding-Stramberger Eisenbahn die Lokalbahn Stauding–Stramberg; bei Drholec entstand eine Bahnstation. Im Jahre 1900 wurde mit dem Lipový rybník der letzte Teich trockengelegt. In die ehemaligen Tuchwalke wurde 1907 ein Pumpwerk eingebaut, das Wasser aus dem Mühlgraben zu den Tatrawerken pumpte. Im Drholetzer Betrieb der Mundus AG, ehemals Schlosser & Hückel, arbeiteten zu dieser Zeit 300 Personen, die Möbel wurden bis nach Afrika, Australien und Südamerika exportiert. Der Erste Weltkrieg beendete die Produktion von Bugholzmöbeln in Drholetz. 1924 wurde der tschechische Name des Dorfes in Drnholec nad Lubinou geändert. Im Jahre 1927 kaufte der Textilfabrikant Petr Polach aus Frenštát pod Radhoštěm die Immobilie der ehemaligen Bugholzmöbelfabrik und baute die Gebäude zu einer Textilfabrik um. Auch er nutzte das historische Mühlrad weiter als Antrieb für einige Maschinen. Bereits 1933 stellte die Polachsche Fabrik ihre Produktion wieder ein. 1930 lebten in Drholetz (einschließlich Sikoretz) 881 Personen, 1939 waren es 869. Nach dem Münchner Abkommen wurde Drholetz 1938 dem Deutschen Reich zugeschlagen. Im selben Jahre erfolgte die Eingemeindung von Haschkowetz, das zuvor zur Gemeinde Hájov gehört hatte. Bis 1945 gehörte das Dorf zum Landkreis Neu Titschein. Nach dem Ende des Zweiten Weltkrieges kam Drnholec nad Lubinou zur Tschechoslowakei zurück. 1959 wurde Drnholec nad Lubinou Teil der neugebildeten Gemeinde Lubina, als Ortsteil wurde er seit dieser Zeit nicht mehr geführt. Das Pumpwerk Drnholec wurde nach der Fertigstellung des Stausees Větřkovice im Jahre 1975 stillgelegt. Im selben Jahre wurden die Reste der mittelalterlichen Burg Dětřichovice entdeckt. Durch die zwischen 1976 und 1979 vorgenommene Neutrassierung der Bahnstrecke Studénka–Veřovice und Errichtung des Güterbahnhofs Kopřivnice kam die Bahnstation Drnholec in Wegfall. Am 1. Januar 1979 erfolgte die Eingemeindung nach Kopřivnice. 1991 lebten in Drnholec 312 Personen, im Jahre 2001 waren es 296. Mit Wirkung vom 22. Januar 2014 erfolgte die Umbenennung von Drnholec in Drnholec nad Lubinou.

## Ortsgliederung
Die Grundsiedlungseinheit Drnholec nad Lubinou gehört zum Ortsteil Lubina der Stadt Kopřivnice.
Der Katastralbezirk Drnholec nad Lubinou umfasst die Grundsiedlungseinheiten Drnholec nad Lubinou und Sýkorec.

## Sehenswürdigkeiten
- Kapelle des hl. Johannes von Nepomuk
- Burgstall Dětřichovice, im nördlichen Teil der Gemarkung, die Burg entstand am Übergang vom 13. zum 14. Jahrhundert und erlosch um 1470.

## Söhne und Töchter des Ortes
- František Cahel, Ingenieur und Konstrukteur der Nesselsdorfer Wagenbau-Fabriks-Gesellschaft
- Antonín Matula (1885–1953), Schriftsteller